# Bolótne
Bolótne (en (ucraïnès): Болотне) és un poble de la República Autònoma de Crimea a Ucraïna, que el 2014 tenia 238 habitants. Pertany al districte rural de Djankoi. Fins al 1948 la vila es deia Babotai.